# Richard Müller
Richard Bertil Müller (född 11 mars 1934 i Helsingfors) är en finländsk diplomat. Han har innehaft flera ämbeten, däribland ambassadör i Dar es-Salaam (Tanzania), samtidigt i Maputo (Moçambique) 1977–1980 och i Washington 1983–1985.